# Poecilocloeus calcarifer
Poecilocloeus calcarifer är en insektsart som beskrevs av Marius Descamps 1976. Poecilocloeus calcarifer ingår i släktet Poecilocloeus och familjen gräshoppor. Inga underarter finns listade i Catalogue of Life.